# Jules Macé de Lepinay
Pour les articles homonymes, voir Macé et Lepinay.
Jules Charles Antonin Macé de Lépinay, né le 18 avril 1851 à Grenoble et décédé le 17 octobre 1904 à Marseille, est un physicien français.

## Famille
La famille Macé de Lépinay est une famille d'ancienne bourgeoisie originaire de Bretagne. Jacob Macé de Lépinay (1739-1806) était bourgeois de Plouer-sur-Rance, (Ille-et-Vilaine).

## Biographie
Jules Macé de Lépinay entre à l'École normale supérieure en 1872, il est reçu major à l'agrégation de physique en 1875 et soutient sa thèse pour le doctorat ès sciences en 1879 intitulée Recherches expérimentales sur la double réfraction accidentelle, préparée au laboratoire de physique de la Faculté des sciences de Grenoble sous la direction de Jules Violle. Ses résultats sont publiés dans les Annales de chimie et de physique de 1880 (5e série, tome 19). Il dirige ensuite un laboratoire à Marseille, où travailleront Charles Fabry et Alfred Perot, et est professeur à la Faculté des sciences de l'Université d'Aix-Marseille. En 1891, il est un des trois fondateurs de l'École d'ingénieurs de Marseille.
On lui doit notamment un analyseur de polarisation à pénombre construit par Amédée Jobin.

## Décorations
- Chevalier de la Légion d'honneur (1898)[3].